# Eurovision Song Contest 1962
Il settimo Gran Premio Eurovisione della Canzone si tenne a Villa Louvigny (Lussemburgo) il 18 marzo 1962.

## Storia
Nel 1962 il tempo concesso a ogni canzone fu ridotto a tre minuti e fu introdotto un nuovo sistema di voto, permettendo alla giuria nazionale di selezionare tre canzoni considerate le migliori. Ogni membro della giuria nazionale poté assegnare sei punti; tre punti alla canzone migliore, due punti alla seconda e un punto alla terza. Tutti e dieci i membri di ogni giuria nazionale votarono anonimamente.
Belgio, Spagna, Austria e Paesi Bassi acquisirono zero punti; fu la Francia a vincere con il brano Un premier amour, eseguito da Isabelle Aubret, con 26 punti. Da ricordare, in questa edizione, due evergreen come la canzone tedesca Zwei Kleine Italiener e quella dei Paesi Bassi Katinka, che possono essere ascoltate ancora oggi. Fud Leclerc rappresenta il Belgio per la quarta volta al "Gran Premio dell'Eurovisione". Claudio Villa e la sua Addio, addio conquistano solo tre punti, portando l'Italia al nono posto.

## Stati partecipanti

Stati partecipanti
| Stato                       | Artista          | Brano                       | Lingua       | Processo di selezione                                |
| --------------------------- | ---------------- | --------------------------- | ------------ | ---------------------------------------------------- |
| Austria                     | Eleonore Schwarz | Nur in der Wiener Luft      | Tedesco      | Interno                                              |
| Belgio                      | Fud Leclerc      | Ton nom                     | Francese     | Eurosong 1962, 19 febbraio 1962                      |
| Danimarca                   | Ellen Winther    | Vuggevise                   | Danese       | Dansk Melodi Grand Prix 1962, 11 febbraio 1962       |
| Finlandia                   | Marion Rung      | Tipi-tii                    | Finlandese   | Euroviisukarsinta 1962, 15 febbraio 1962             |
| Francia                     | Isabelle Aubret  | Un premier amour            | Francese     | Interno                                              |
| Germania                    | Lale Andersen    | Einmal sehen wir uns wieder | Tedesco      | Deutschen Schlager-Festspiele 1962, 17 febbraio 1962 |
| Italia                      | Claudio Villa    | Addio, addio                | Italiano     | Festival di Sanremo 1962, 18 febbraio 1962           |
| Jugoslavia                  | Lola Novaković   | Ne pali svetla u sumrak     | Serbo-Croato | Jugovizija 1962, 23 gennaio 1962                     |
| Lussemburgo (organizzatore) | Camillo Felgen   | Petit bonhomme              | Francese     | Interno                                              |
| Norvegia                    | Inger Jacobsen   | Kom sol, kom regn           | Norvegese    | Melodi Grand Prix 1962, 18 febbraio 1962             |
| Paesi Bassi                 | De Spelbrekers   | Katinka                     | Olandese     | Nationaal Songfestival 1962, 27 febbraio 1962        |
| Principato di Monaco        | François Deguelt | Dis rien                    | Francese     | Interno                                              |
| Regno Unito                 | Ronnie Carroll   | Ring-A-Ding Girl            | Inglese      | A Song For Europe 1962, 11 febbraio 1962             |
| Spagna                      | Víctor Balaguer  | Llámame                     | Spagnolo     | Finale nazionale, 6 febbraio 1962                    |
| Svezia                      | Inger Berggren   | Sol och vår                 | Svedese      | Melodifestivalen 1962, 16 febbraio 1962              |
| Svizzera                    | Jean Philippe    | Le retour                   | Francese     | Interno                                              |

## Struttura di voto
Ogni nazione attribuisce tre punti alla sua canzone preferita, due per la seconda e un punto per la terza.

## Orchestra
Diretta dai maestri: Cinico Angelini (Italia), Øivind Bergh (Norvegia), George de Godzinsky (Finlandia), Cedric Dumont (Monaco), Egon Kjerrmann (Svezia), Raymond Lefèvre (Monaco), Kai Mortensen (Danimarca), Rolf-Hans Müller (Germania), Franck Pourcel (Francia), Jozé Privsek (Jugoslavia), Jean Roderes (Spagna e Lussemburgo), Henri Segers (Belgio), Wally Stott (Regno Unito), Bruno Uher (Austria) e Dolf van der Linden (Paesi Bassi).

## Classifica
| N° | Stato                | Cantante         | Canzone                 | Punti | Posizione |
| -- | -------------------- | ---------------- | ----------------------- | ----- | --------- |
| 01 | Finlandia            | Marion Rung      | Tipi-tii                | 4     | 7         |
| 02 | Belgio               | Fud Leclerc      | Ton Nom                 | 0     | 13        |
| 03 | Spagna               | Víctor Balaguer  | Llámame                 | 0     | 13        |
| 04 | Austria              | Eleonore Schwarz | Nur in der Wiener Luft  | 0     | 13        |
| 05 | Danimarca            | Ellen Winther    | Vuggevise               | 2     | 10        |
| 06 | Svezia               | Inger Berggren   | 'Sol Och Vår            | 4     | 7         |
| 07 | Germania Ovest       | Conny Froboess   | Zwei kleine Italiener   | 9     | 6         |
| 08 | Paesi Bassi          | De Spelbrekers   | Katinka                 | 0     | 13        |
| 09 | Francia              | Isabelle Aubret  | Un Premier Amour        | 26    | 1         |
| 10 | Norvegia             | Inger Jacobsen   | Kom Sol, kom Regn       | 2     | 10        |
| 11 | Svizzera             | Jean Philippe    | Le retour               | 2     | 10        |
| 12 | Jugoslavia           | Lola Novaković   | Ne Pali Svetlo U Sumrak | 10    | 4         |
| 13 | Regno Unito          | Ronnie Carroll   | Ring-a-ding Girl        | 10    | 4         |
| 14 | Lussemburgo          | Camillo Felgen   | Petit Bonhomme          | 11    | 3         |
| 15 | Italia               | Claudio Villa    | Addio, Addio            | 3     | 9         |
| 16 | Principato di Monaco | François Deguelt | Dis Rien                | 13    | 2         |

3 punti
| N. | A                    | Da                                               |
| -- | -------------------- | ------------------------------------------------ |
| 5  | Francia              | Germania, Norvegia, Svezia, Svizzera, Jugoslavia |
| 3  | Lussemburgo          | Belgio, Spagna, Principato di Monaco             |
| 3  | Principato di Monaco | Austria, Lussemburgo, Paesi Bassi                |
| 2  | Jugoslavia           | Francia, Italia                                  |
| 1  | Finlandia            | Regno Unito                                      |
| 1  | Svezia               | Danimarca                                        |
| 1  | Regno Unito          | Finlandia                                        |